# Вітрова енергетика Білорусі

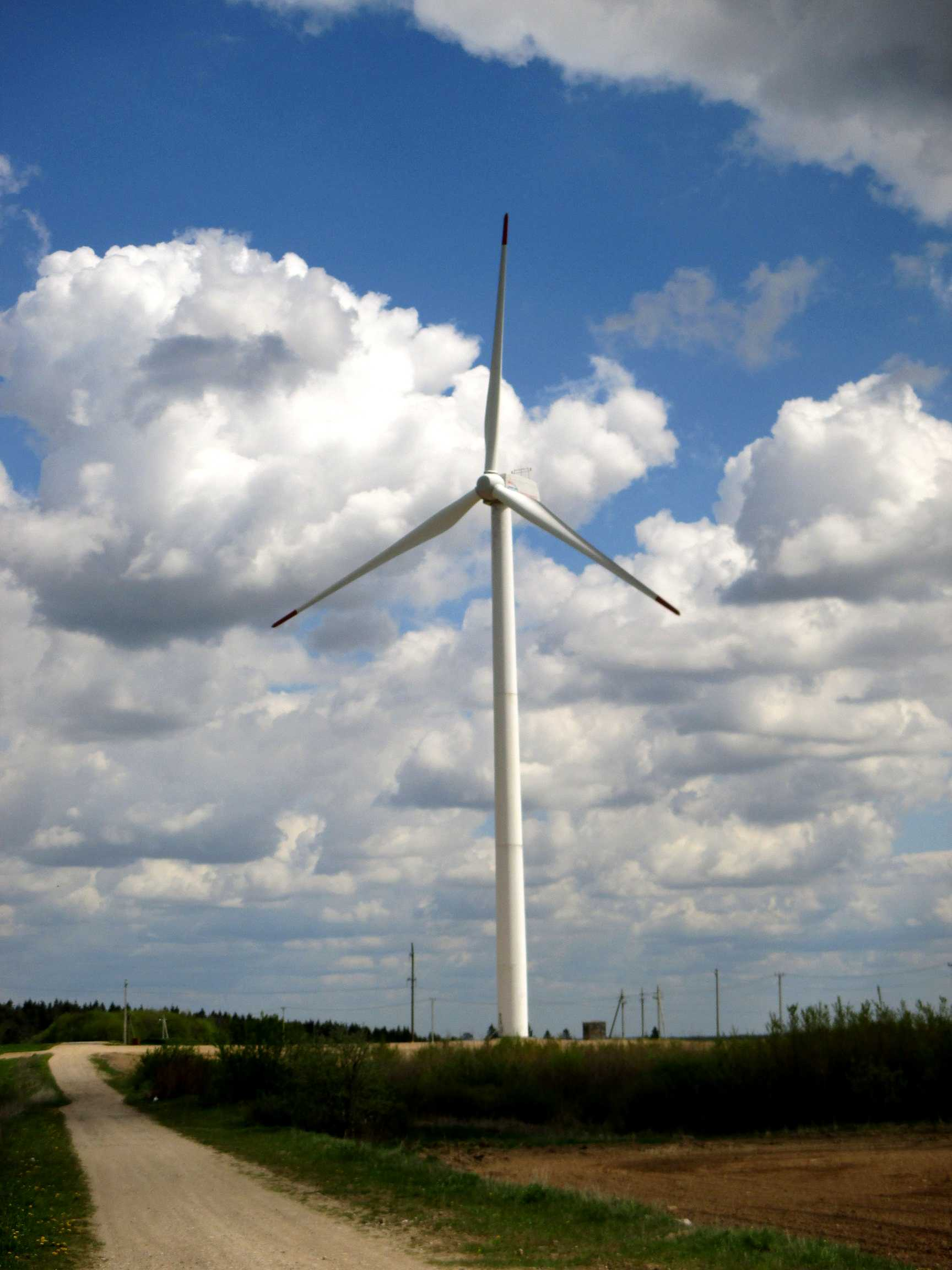
Вітрогенератор біля с. Грабники (Новогрудський район)

Вітрова енергетика Білорусі — галузь альтернативної енергетики Білорусі. На початок 2019 року давала близько 0,3 % загального обсягу виробництва електроенергії.[джерело?] Разом з сонячною енергетикою є найважливішими секторами відновлюваної енергетики Білорусі. Найбільша вітряна ферма (лютий 2019) працює в Новогрудському районі біля села Грабники.[джерело?] До 2020 року передбачено[ким?] створення до 300 МВт потужностей на вітрогенераторів із потужністю до 500 млн кВт·год.[джерело?]

## Природні передумови
У країні вже визначені 1640 пунктів, де можна поставити вітроенергетичні установки, хоча швидкість вітру над територією Білорусі становить в середньому не більше 3,5—5 м/с, а для економічної вигоди вітряків вона повинна досягати 7—12 м/с. Найкращі для вітроенергетики умови спостерігаються на височинах: Новогрудській, Ошмянській, Мінській, Оршанській.

## Головні підприємства
До 2010-х поодинокі установки вже діяли в Мінській і Гродненській областях. На 2017 рік найбільшим із вітроенергетичних об'єктів є Новогрудський вітропарк, що належить філії РУП «Гродноенерго» Лідські енергетичні мережі. Перший вітрогенератор з'явився тут біля села Грабники (Новогрудський район) в 2011 році. Вітряк показав хороші результати. У 2016 році неподалік встановили відразу 5 подібних установок китайської компанії «HEAG». Створення вітропарку обійшлося державі в 13 мільйонів доларів. Щорічне вироблення електроенергії становить близько 22 млн кВт·год. Такий обсяг згенерованої енергії дозволяє заощадити 4,5 млн кубічних метрів газу на рік (700 000—800 000 доларів). Станцію обслуговують 10 сертифікованих співробітників «Гродноенерго».
За прогнозами, до 2020 року енергетична потужність вітроустановок складе 289 МВт. До 2030-го — приблизно 500 МВт.

## Зауваження
1. ↑  Стратегія розвитку… 2011—2015 роки